# Pentapogon quadrifidus
Pentapogon quadrifidus är en gräsart som först beskrevs av Jacques-Julien Houtou de La Billardière, och fick sitt nu gällande namn av Henri Ernest Baillon. Pentapogon quadrifidus ingår i släktet Pentapogon och familjen gräs. Inga underarter finns listade i Catalogue of Life.